# Dinamo Szymkent
Dinamo Szymkent (kaz. Динамо Шымкент Футбол Клубы, Dinamo Szymkent Futboł Kłuby) – kazachski klub piłkarski z siedzibą w mieście Szymkent, grający w 1999 w rozgrywkach Byrynszy liga.

## Historia
Chronologia nazw:
- 1999: Dinamo Szymkent (kaz. Динамо Шымкент, ros. «Динамо» (Шимкент))
- 1999: klub rozwiązano

Klub piłkarski Dinamo został założony w Szymkencie w 1999 roku. Wcześniej do 1949 roku w mieście już funkcjonowała drużyna piłkarska z nazwą "Dinamo". W 1999 zespół startował w rozgrywkach Byrynszy liga. Najpierw w rundzie wstepnej zajął drugie miejsce w grupie A i awansował do rundy finałowej, w której zwyciężył i zdobył promocję do Priemjer Ligasy. Jednak klub nie otrzymał licencji i został rozwiązany.

## Sukcesy
- Byrynszy liga:
  - mistrz (1x): 1999.

## Inne
- Żiger Szymkent